# حصار مكة (كتاب)
حصار مكة: العدوان الغاشم المنسي على أقدس الأماكن الإسلامية ومولد تنظيم القاعدة، هو كتاب من تأليف مراسل وول ستريت جورنال ياروسلاف تروفيموف عام 2007 عن حادثة اقتحام الحرم المكي التي وقعت عام 1979 في مكة.
قام المئات من المتطرفين بقيادة الإرهابي جهيمان العتيبي بغزو المسجد الحرام في مكة المكرمة، والذي يعد أقدس مكان في الإسلام، وذلك في 20 نوفمبر 1979. وكان من بين المعتدين متطرفين من جميع أنحاء العالم الإسلامي وحفنة من الأمريكيين الذين فهموا الإسلام بشكل خاطئ. وقد حوصر عشرات الآلاف من المصلين داخل الحرم. وقد استمر الإعتداء أسبوعين، وتسبب في مقتل المئات ولم تنته إلا بعد تدخل الحرس الوطني السعودي والجيش السعودي.
يقدم كتاب ياروسلاف تروفيموف أول وصف مفصل لهذا الحصار. إذ يستند الكتاب إلى مقابلات مع ضحايا ناجين وشهود عيان، بمن فيهم أنصار وإرهابيون سابقون لجهيمان العتيبي، بالإضافة إلى مئات الوثائق الحكومية الأمريكية والبريطانية والفرنسية التي رفعت عنها السرية.